# Roundabout (Tanzfigur)
Das Roundabout ist eine Figur des Lateinamerikanischen Tanzens, die meist in Lateinformationen zum Einsatz kommt. Bevorzugt wird sie in der Samba getanzt.
Bei dieser Figur wandert der Herr um die Dame herum, während diese sich stationär in einer tiefen Position befindet und durch die Führung des Herrn mitgedreht wird. Klassischerweise tanzen beide ein Volta-ähnliches Schrittmuster, setzen dabei jedoch keinen für Samba üblichen Bounce ein, allerdings ist dieses Schrittmuster nicht zwingend erforderlich. Stattdessen ist es der Dame auch möglich, nur auf einem Bein zu sitzen und das freie Bein zu den sich fassenden Händen zu strecken, den Kopf in den Nacken zu legen oder den freien Arm nach außen zu strecken.

## Variationen
Wanderroundabouts nutzen die gleiche Ausgangshaltung, allerdings bleibt die Dame nicht stationär, sondern das ganze Paar bewegt sich zusätzlich zur Rotation im Raum. Diese Wanderbewegung kann in alle Richtungen erfolgen.
Bei einem Bodenwischer (oder Bodenschleuder) dreht die Dame während des Roundabouts eine zusätzliche Drehung unter dem Führungsarm. Währenddessen löst sie ihre Sitzpositionen, um mit dem ganzen Körper über den Boden zu „wischen“.